# Louis Milon
Louis-Jacques-Jessé Milon (Saint-Martin-de-Coux, 18 aprile 1766 – Neuilly-sur-Seine, 26 novembre 1849) è stato un ballerino, coreografo e maestro di ballo francese.

## Biografia
Louis-Jacques-Jessé Milon nacque a Saint-Martin de Caux. La madre, rimasta vedova, lo portò a Parigi dove iniziò i suoi primi studi di danza presso la Scuola di Ballo dell'Opera. Divenne primo ballerino alla Académie royale de musique a Parigi dove ballò in moltissimi pezzi, tra cui Gardelya. Fu proprio il coreografo di questo balletto che lo portò nel Théâtre de l'Ambigu-Comique, dove Milon divenne a suo volta coreografo: la sua prima realizzazione, Pigmalione, del 1799 ebbe un grande successo, tanto che il 20 agosto 1800 venne replicata all'Opera.. 

Dopo il successo portatogli dal balletto Héro et Léandre, andato in scena all'Opera il 31 dicembre 1799 fu nominato assistente del maestro di ballo Pierre Gardel, con il quale lavorò in grande armonia. La loro collaborazione portò in scena il 18 gennaio 1801 Les Noces de Gamache su libretto scritto dallo stesso Milon basato su degli episodi comici del Don Chisciotte di Cervantes. Questo balletto rimase nel repertorio fino al 1841.

Milon, infine, ha continuato a insegnare e a creare altri lavori fino al suo pensionamento nel 1826. Nella sua carriera fu un importante insegnante di danza classica e di pantomima, riportando nella Scuola di Ballo dell'Opéra lo studio della Passacaglia, della Ciaccona e del Passepied..
Il 20 aprile 1793 Milon si sposò con Marie-Catherine Bigottini, sorella maggiore di Émilie Bigottini.
Morì a Neuilly-sur-Seine..

## Le sue opere
Milon ha coreografato molti balletti e danze per opere liriche, molti dei quali andarono in scena nei maggiori teatri Europei e furono ripresi da altri coreografi, come Les Noces de Gamache che fu riadattato da Lucien Petipa. Le sue coreografie, molto scherzose e ricche di fantasia, erano ben in linea con i gusti del tempo e perfettamente leggibili per il pubblico e difatti continuarono ad avere un grande successo, fino alla nascita del balletto romantico intorno al 1830.

Qui sono elencate alcune delle sue opere:
- 1789 : Pygmalion
- 18 gennaio 1801 : Les Noces de Gamache
- 1803 : Lucas et Laurette
- 1813 : L'Enlèvement des Sabines
- 28 novembre 1813 o 1818 : Nina ou la Folle par amour
- 1815 : L'Épreuve villageoise
- 1816 : Le Carnaval de Venise (andata in scena il 22 febbraio 1816 all'Opera di parigi)
- 1820 : Clari ou la Promesse de mariage